# Móng ngựa lá có đuôi
Angiopteris caudatiformis là một loài dương xỉ trong họ Marattiaceae. Loài này được Hieron. mô tả khoa học đầu tiên năm 1919.